# Levadkí
Levadkí (en ucraïnès i rus: Левадки) és un poble de la República Autònoma de Crimea a Ucraïna, que el 2014 tenia 1.036 habitants. Pertany al districte de Simferòpol.